# George Alexander Macfarren
Sir George Alexander Macfarren (2. března 1813 Londýn – 31. října 1887 tamtéž) byl anglický hudební skladatel a muzikolog.

## Život
George Alexander Macfarren se narodil 2. března 1813 v Londýně. Jeho rodiče byli George Macfarren, taneční mistr, dramatik a novinář, a Elizabeth Macfarrenová, roz. Jacksonová. Ve věku sedmi let byl poslán na prestižní střední školu Great Ealing School v Ealingu, jejímiž absolventy byli např. kardinál John Henry Newman a Thomas Henry Huxley. Měl chatrné zdraví a zejména špatný zrak. V roce 1823 ze školy odešel, aby se podrobil léčbě očí. Léčba však úspěšná nebyla.
Hudbu začal soustavně studovat ve čtrnácti letech pod vedením Charlese Lucase. V roce 1829 vstoupil na Královskou hudební akademii, kde studoval hru na klavír, pozoun a skladbu. Jeho učiteli byli mj. Cipriani Potter a William Henry Holmes. Vzhledem ke svým obtížím se zrakem, se záhy soustředil na skladbu. Již v prvním roce studia na konzervatoři zkomponoval svou 1. symfonii C-dur.
Od roku 1834 na Akademii učil. Profesorem byl jmenován v roce 1837. O deset let později na svou funkci rezignoval kvůli rozdílným názorům na novou teorii harmonie, kterou publikoval Alfred Day. Následujících 18 měsíců strávil v New Yorku, kde se lékaři pokoušeli vyléčit jeho zrakovou vadu. Opět bez úspěchu. Zrak se mu postupně zhoršoval, až v roce 1860 oslepl úplně. To však nemělo velký vliv na jeho produktivitu. Pro psaní zaměstnával asistenty. Jedním z jeho asistentů byla skladatelka Oliveria Prescottová. Po návratu do Londýna byl znovu jmenován profesorem na Akademii a v roce 1876 se stal jejím ředitelem. V roce 1875 byl rovněž jmenován profesorem hudby na Univerzitě v Cambridgi.
27. září 1844 se Macfarren oženil s operní zpěvačkou a klavíristkou Clarin Thalií Andraeovou. Studovala na Royal Academy of Music v Londýně a kromě hudby se zabývala i literaturou. Překládala do angličtiny německou poesii, písně i operní libreta. Komponovala také skladby pro klavír.
V roce 1883 byl povýšen do rytířského stavu. Přes zhoršující se zdraví pokračoval v práci. Zemřel 31. října 1887 ve svém domě. Pohřben je na hřbitově v Hampsteadu.

## Dílo

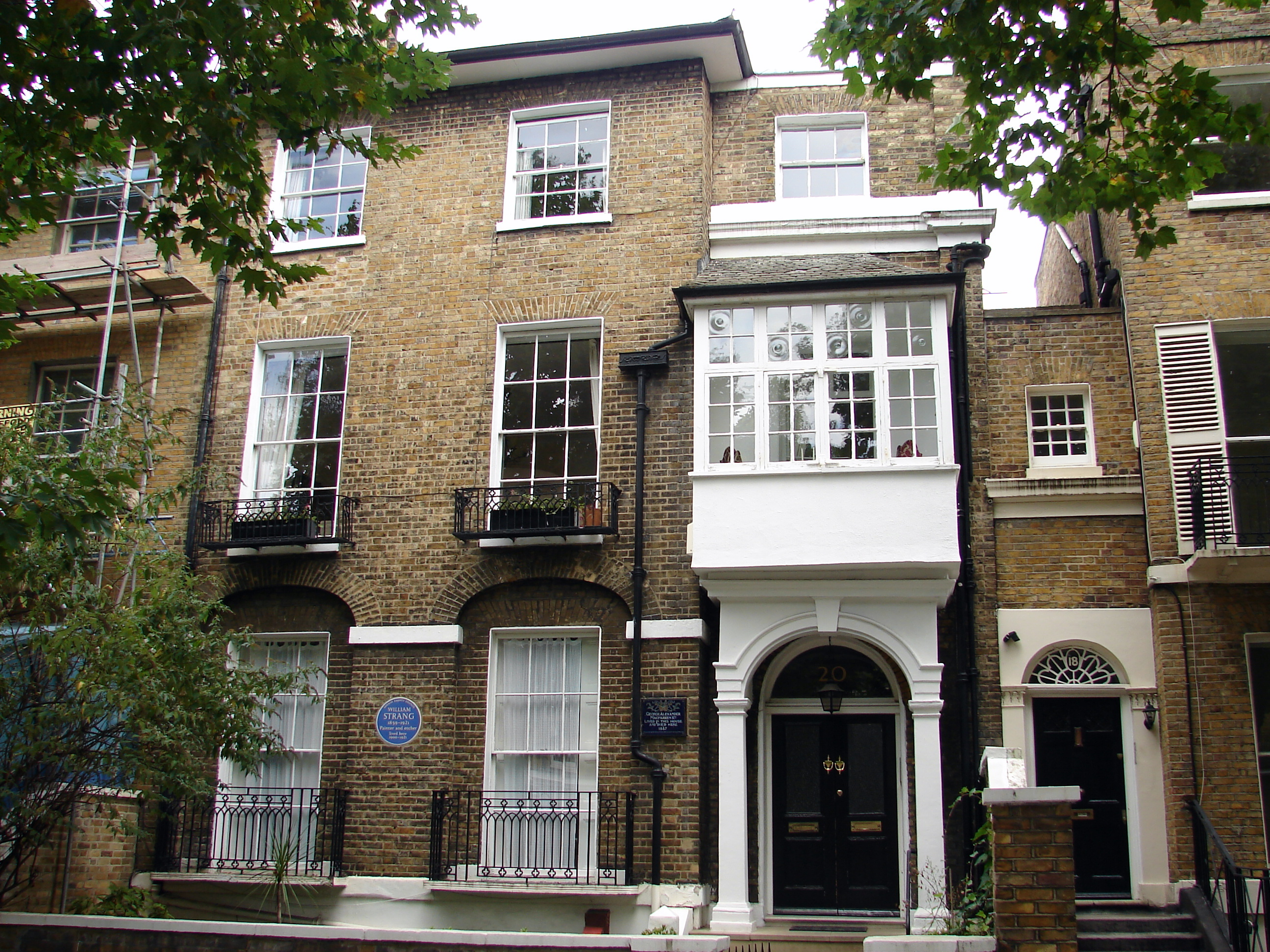
Dům kde žil a zemřel George Alexander Macfarren.

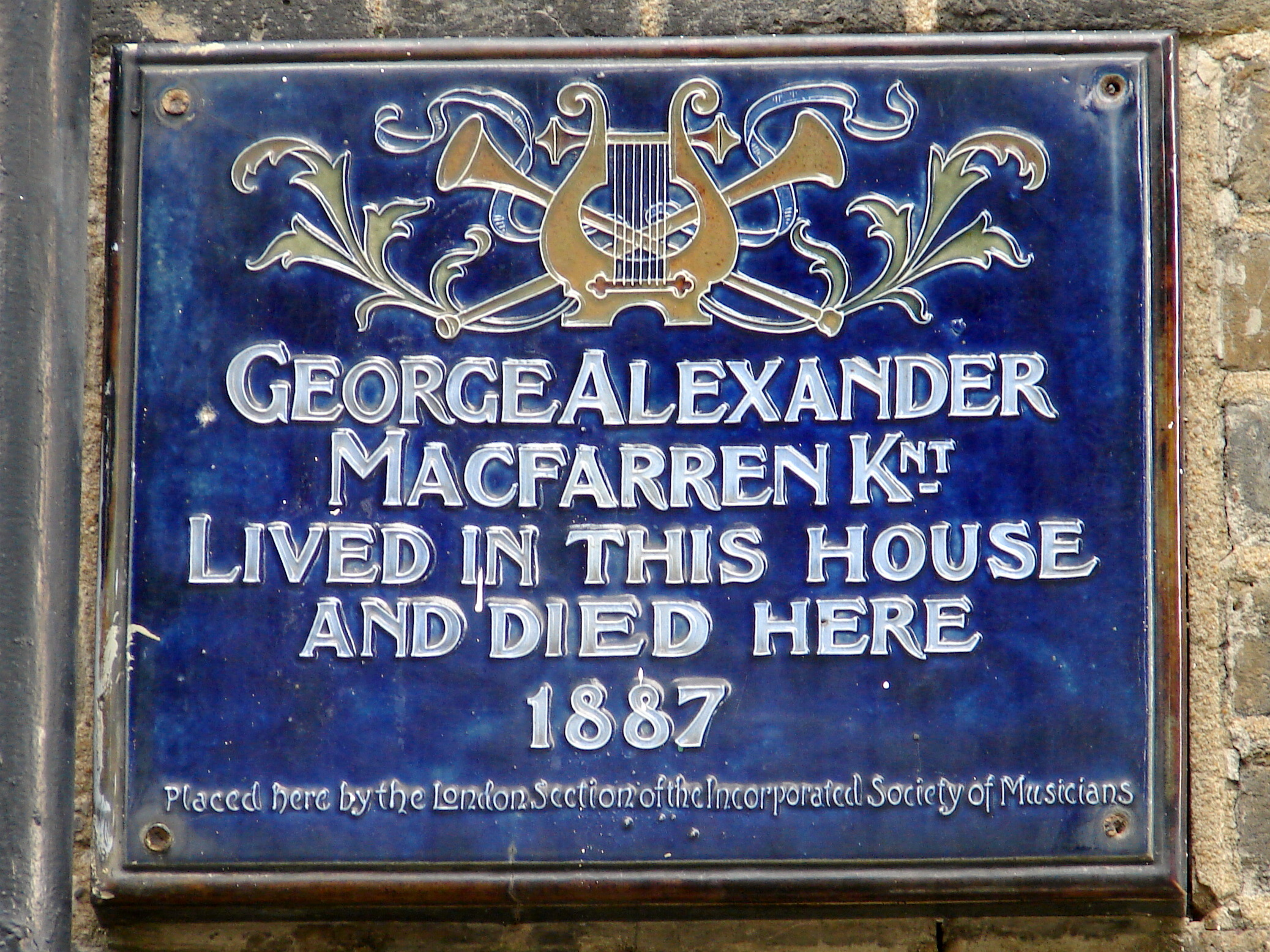
Pamětní deska.

### Orchestrální skladby
- Symfonie č. 1 C-dur (1828)
- Symfonie č. 2 d-moll (1831)
- Symfonie č. 3 e-moll
- Ouvertura Es-dur (1833)
- Symfonie č. 4 f-moll (1833)
- Symfonie č. 5 a-moll (1833)
- The Merchant of Venice, předehra (1834)
- Klavírní konc ert c-moll (1835)
- Symfonie č. 6 B-dur (1836)
- Romeo and Juliet, předehra (1836)
- Concertino A-dur pro violoncello a orchestr (1836)
- "Chevy Chace", předehra (1836)
- Symfonie č. 7 cis-moll (1839-40)
- Don Carlos, předehra (1842)
- Symfonie č. 8 D-dur (1845)
- Hamlet, předehra (1856)
- Flétnový koncert G-dur (1863)
- Houslový koncert g-moll (1873)
- Symfonie č. 9 e-moll (1874)
- Festival předehra (1874)
- Idyll in Memory of Sterndale Bennett (1875)

### Vokální skladby
- Lenora, kantáta (1853)
- May Day, kantáta (1856)
- Christmas, kantáta (1860)
- Songs in a Cornfield, kantáta (1868)
- Outward Bound, kantáta (1872)
- St John the Baptist, oratorium (1873)
- The Resurrection, oratorium (1876)
- The Lady of the Lake, kantáta (1877)
- Joseph, oratorium (1877)
- King David, oratorium (1883)
- St George's Te Deum (1884)
- Around the Hearth, kantáta (1887)

### Opery
- Mrs G, farsa (Queen's Theatre, Londýn, 1831)
- Genevieve; or,The Maid of Switzerland, opereta (Queen's Theatre, Londýn, 1832)
- The Prince of Modena, opera (1833, neprovedeno)
- Caractacus, opera (1834, neprovedeno)
- Old Oak Tree, farce (Lyceum Theatre, Londýn, 1835)
- I and My Double, farce ( Lyceum Theatre, Londýn, 1835)
- If the Cap Fit Ye, Wear It, farsa (1836)
- Innocent Sins; or, Peccadilloes, opereta (Coburg Theatre, Londýn, 1836)
- El Malhechor, opera (1837, neprovedeno)
- The Devil's Opera, opera (Lyceum Theatre, Londýn, 1838)
- Love Among the Roses, romance (1839)
- Agnes Bernauer, the Maid of Augsburg, romance (1839)
- An Emblematic Tribute on the Queen's Marriage, maska (Drury Lane Theatre, Londýn, 1840)
- An Adventure of Don Quixote, opera (Drury Lane Theatre, Londýn, 3 February 1846)
- King Charles II, opera (Princess's Theatre, Londýn, 1849)
- Allan of Aberfeldy, opera (neprovedeno, 1850)
- The Sleeper Awakened, serenata (Her Majesty's Theatre, Londýn, 1850)
- Robin Hood, opera (Her Majesty's Theatre, Londýn, 1860)
- Freya's Gift, algorická maska (Covent Garden Theatre, Londýn, 1863)
- Jessie Lea, opera di camera (Gallery of Illustration, Londýn, 1863)
- She Stoops to Conquer, opera (Covent Garden Theatre, Londýn, 1864)
- The Soldier's Legacy, opera di camera (Gallery of Illustration, Londýn, 1864)
- Helvellyn, opera (Covent Garden Theatre, Londýn, 1864)
- Kenilworth, opera (neprovedeno, 1880)

### Muzikologie
- Addresses and Lectures
- Counterpoint, A Practical Course of Study
- Six Lectures on Harmony
- The Rudiments of Harmony